# Gymnotus diamantinensis
Gymnotus diamantinensis é uma espécie de peixe pertencente à família dos gimnotídeos. Pode alcançar 12,5 cm de comprimento. É inofensivo para os humanos.
É um peixe de água doce, pelágico e de clima tropical, encontrado na América do Sul, mais especificamente, na bacia do rio Tapajós, no Brasil.